# Steinbach (Sarre)
Pour les articles homonymes, voir Steinbach.
Steinbach (en Sarrois Schdäänbach et Stäänbach) est un stadtteil de Lebach  en Sarre.

## Géographie

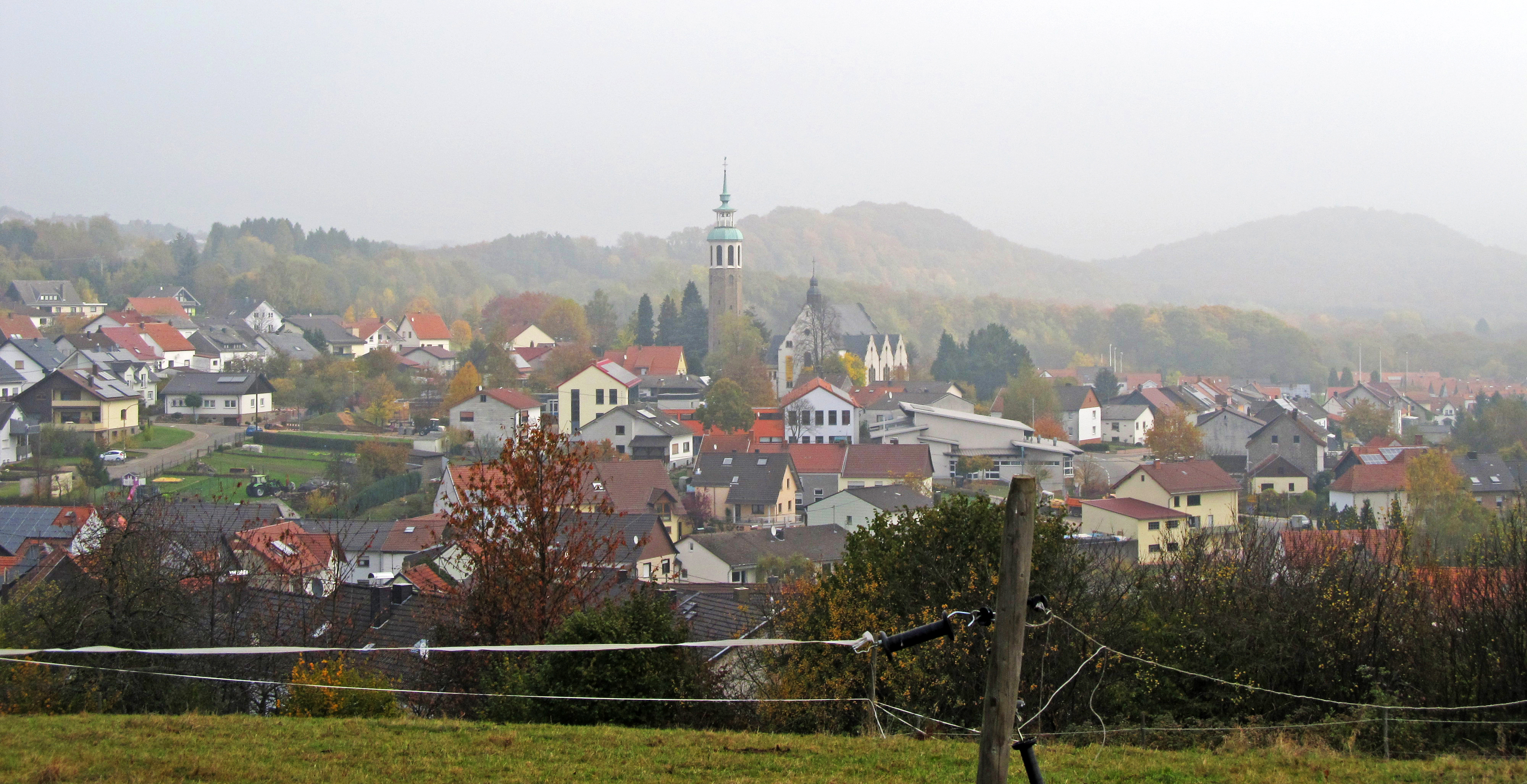

## Histoire
Ancienne commune indépendante avant le 1er janvier 1974.

## Lieux et monuments

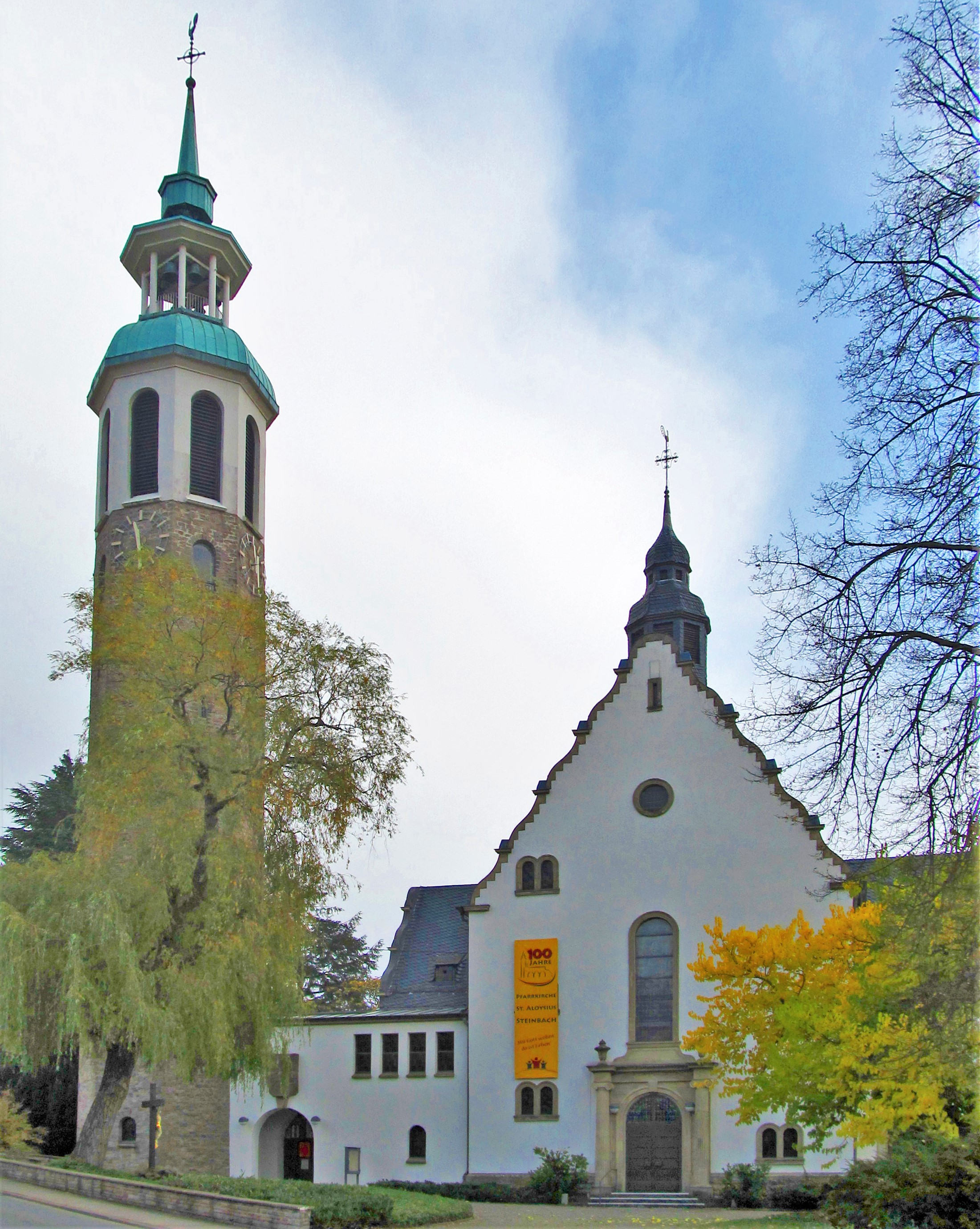
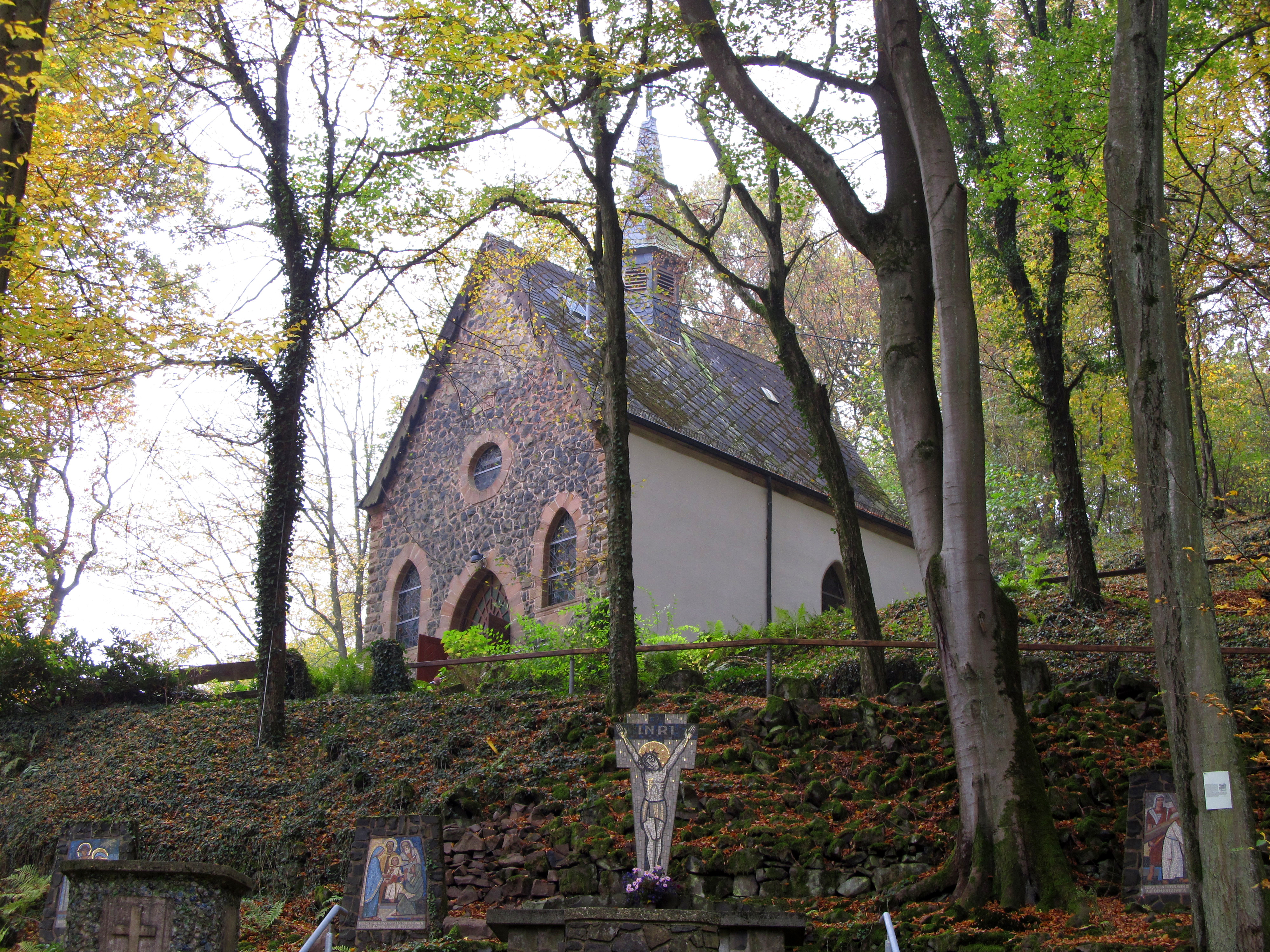

## Démographie
| 1789 | 1802 | 2014  |
| ---- | ---- | ----- |
| 244  | 157  | 1 719 |